# شهرستان بونوویل (آیداهو)
شهرستان بونوویل، آیداهو (به انگلیسی: Bonneville County, Idaho) یک سکونتگاه مسکونی در ایالات متحده آمریکا است که در آیداهو واقع شده‌است.

## خصوصیات
شهرستان بونوویل ۴٬۹۲۳٫۵۹ کیلومترمربع مساحت دارد.